# Solbosch
Solbosch è un quartiere a cavallo del territorio del comune di Bruxelles (Regione di Bruxelles-Capitale) e del comune di Ixelles, la maggior parte del quartiere si trova nel comune di Bruxelles.

## Origini
L'etimologia più probabile sembra "Wolfs Bosch" (il bosco del lupo), attestato nel 1364 e nel 1796, nonostante Van Loey.
La foresta originale era una riserva di caccia sotto l'ancien régime. Questa fu gradualmente sfruttata dall'abbazia di La Cambre e dalle fattorie della frazione di Boondael.
Dalla fine del XIX secolo all'inizio del XX secolo, il quartiere è stato strettamente coperto. Le costruzioni più vicine sono la frazione di Boondael e alcuni edifici accanto al cimitero di Ixelles, entrambi collegati dalla Chaussée de Boondael.

## Esposizione universale di Bruxelles
Qui fu allestita l'Esposizione universale di Bruxelles del 1910, che si estendeva dal Bois de la Cambre al cimitero di Ixelles e fu interrotta dall'attuale Avenue Buyl. La mostra accolse poco più di 13 milioni di visitatori in sei mesi, tra il 23 aprile e il 13 novembre.
Alcuni edifici furono distrutti dall'incendio nella notte tra il 14 e il 15 agosto 1910.

## Université libre de Bruxelles
Negli anni '20, l'Université libre de Bruxelles iniziò a fondare lì il suo campus principale, che naturalmente prese il nome di "campus Solbosch", su un'area di 12 ettari. Il campus è servito da una fermata del tram STIB, con le fermate "Solbosch" e "ULB".